# Cyclarhis
Cyclarhis är ett släkte som består av två tättingar som lever i tropiska Central- och Sydamerika. Släktet utgör en del av familjen vireor. De är kompakta fåglar med en krökt törnskateliknande näbb. De lever i makligt tempo men är väldigt högljudda. De är svåra att se då de ofta befinner sig högt uppe i trädkronorna där de äter insekter och spindlar. Boet är skålformat och placeras högt upp i ett träd.

## Arter
- Rostbrynad vireo  (Cyclarhis gujanensis)
- Svartnäbbad vireo (Cyclarhis nigrirostris)